# Командні види спорту

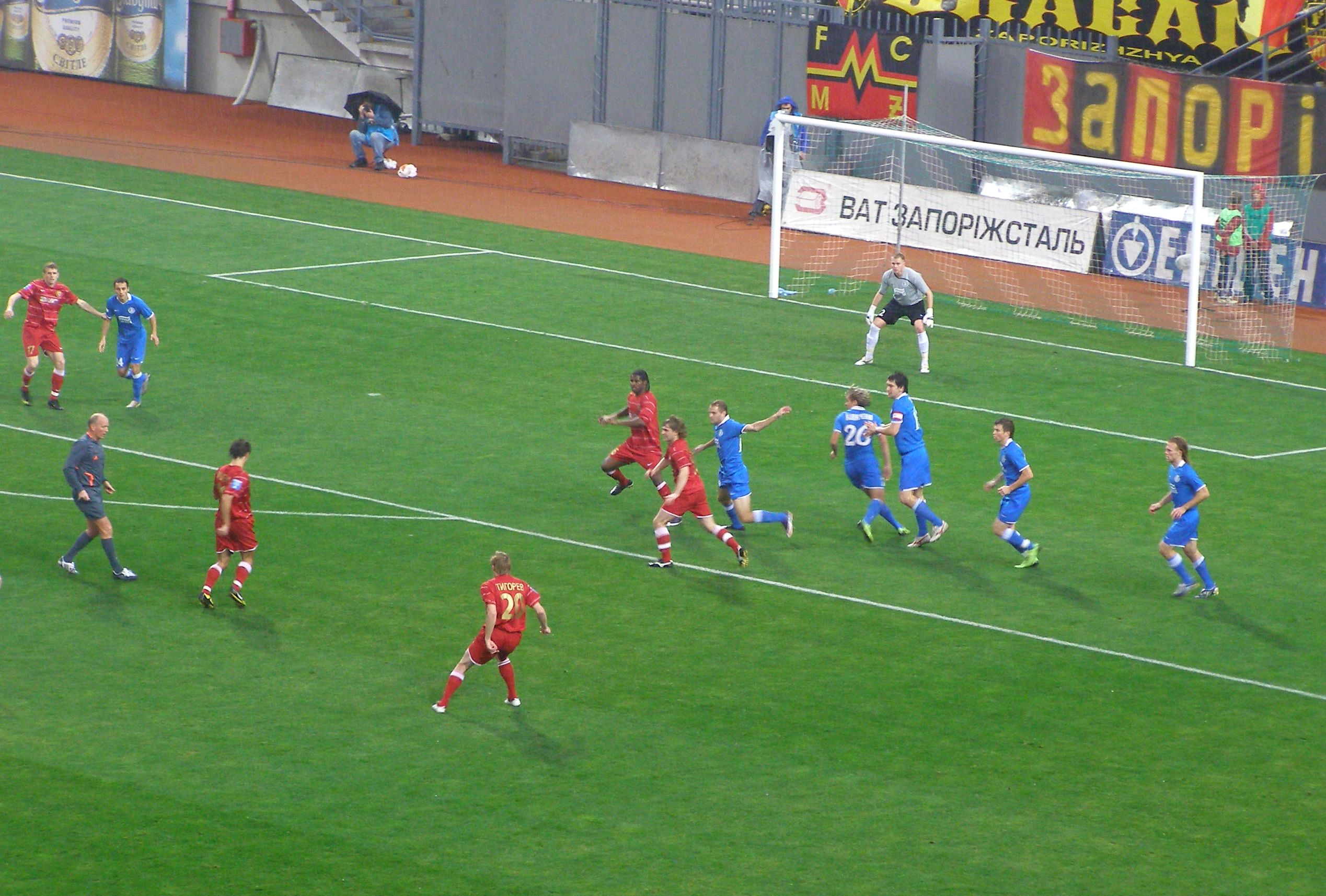
Футбол, як командний вид спорту

Командний вид спорту — це будь-який спорт (змагання), в якому гравці грають разом на досягнення спільної мети (перемога) та/чи поставлення нових рекордів в боротьбі з командою суперників. Відповідно, поділяються командні види спорту на Олімпійські й Паралімпійські та неолімпійські.
Учасники команди визначають мету, приймають рішення, спілкуються, розробляють короткострокові та довгострокові стратегії та плани, вирішують власні конфлікти та проблеми в позитивній атмосфері з єдиною загальною метою перемоги.
Найпоширеніші командні види спорту хокей, футбол, американський футбол, баскетбол, волейбол, водне поло, лакрос, командна гребля, регбі, гандбол, командний біатлон, пейнтбол та багато інших.
При цьому не слід забувати, що при командній участі представників некомандних видів спорту, формулювання змагань може бути зміненим (наприклад, багато індивідуальних спортсменів-турнікменів вирішили провести всеукраїнські змагання, об'єднавшись в команди по областях по 5 осіб в кожній та виступаючи/змагаючись колективно).

## Командні ігри серед інвалідів

Баскетбол на візках (Паралімпійський логотип, 2012 рік)

Люди з особливими фізичними потребами так само, як і їхні «здорові» однолітки можуть займатись різними спортивними іграми. Не є виключенням тут і командні.
Особи з вадами слуху та мовленевого апарату грають в ті самі спортивні ігри, що і чуючі.
Особи з серйозними вадами зору беруть участь тільки в двох командних іграх — голбол, в якому ігровий снаряд — спеціальний баскетбольний м'яч з круглими дзвіночками всередині, та «футбол 5х5».
Особи зі спино-мозковими травмами (на візках) грають у такі командні види спорту, як бочче, хокей на електровізках, сидячий волейбол, регбі на візках, баскетбол на візках, керлінг на візках.